# 2406 Орельськая
2406 Орельськая (2406 Orelskaya) — астероїд головного поясу, відкритий 20 серпня 1966 року.
Тіссеранів параметр щодо Юпітера — 3,653.